# 김준영 (작곡가)
김준영(金駿泳, 1907년 ~ 1961년)은 일제강점기에 주로 활동한 대중음악 작곡가이다.

## 생애
황해도 옹진에서 출생하여 지난날 한때 황해도 은률에서 잠시 유아기를 보낸 적이 있고 훗날 황해도 해주에서 성장하였으며 경성 배재고등보통학교를 졸업했다. 이후 일본에 유학하여 도요 음악학교와 무사시노 음악학교에서 정식으로 음악을 배운 뒤, 1928년 트럼펫 연주자로 데뷔하고 1931년 바이올린 연주자로 데뷔함과 함께 관현악 편곡을 시작으로 한국과 일본을 드나들면서 작곡과 편곡 작업을 계속했다.
대중가요 작곡자로 이름을 알리게 된 것은 1934년부터 강홍식이 부른 〈군밤타령〉, 〈먼동이 터온다〉, 〈처녀 총각〉이 연속해서 큰 성공을 거두면서부터이다. "봄은 왔네 봄이 와 숫처녀의 가슴에도"라는 가사로 시작되는 〈처녀 총각〉은 아직까지 애창되는 노래이다.
한국 전통음악의 어법을 근대 서양음악의 어법으로 재정리하여 당시 유행하던 신민요풍의 노래로 주목을 끈 김준영은 1939년에 신파극 《사랑에 속고 돈에 울고》가 영화화될 때 주제가와 〈홍도야 우지마라〉를 발표하여 선풍적인 인기를 모았다. 〈사랑에 속고 돈에 울고〉는 남일연이, 부주제가로 작곡되었지만 "홍도야 우지마라 오빠가 있다"라는 대목으로 더 유명해진 〈홍도야 우지마라〉는 김영춘이 불렀다.
일제 말기 태평양 전쟁 시기에 다수의 군국 가요 작곡과 편곡에 참여했다. 방한준이 연출한 어용 영화인 《병정님》의 주제곡을 만드는 등 이 영화의 음악을 담당한 것이 대표적이다. 1943년 이규남이 부른 〈승전가〉도 김준영이 작곡했다. 이 노래는 "대동아동영권은 동터 오르고 태평양의 태양도 찬연하"다며 만세를 외치는 전형적인 군국 가요이다. 2008년 민족문제연구소가 선정한 친일인명사전 수록예정자 명단 중 음악 부문에 포함되었다.
태평양 전쟁 종전 후에 잠시 서울(종로구 명륜동)에 돌아왔다가, 1947년에 다시 도쿄로 건너가 사망할 때까지 머물렀다. 일본에서도 일제강점기부터 사용하던 아사히나 노보루(일본어: 朝比奈昇)라는 예명으로 음악 활동을 계속한 것으로 알려져 있으나 자세한 행적은 알 수 없고, 광복 이후 한국에서의 활동이 없어 작품의 유명세에 비해 잊혀진 작곡가가 되었다.

## 학력
- 경성 배재고등보통학교 졸업
- 일본 도쿄 도요 음악학교 전문학사
- 일본 도쿄 무사시노 음악학교 전문학사

## 참고 자료
- 강옥희,이영미,이순진,이승희 (2006년 12월 15일). 《식민지시대 대중예술인 사전》. 서울: 소도. 66~67쪽쪽. ISBN 978-89-90626-26-4.